# Oldenlandia erecta
Oldenlandia erecta är en måreväxtart som först beskrevs av Kattungal Subramaniam Manilal och V.V. Sivarajan, och fick sitt nu gällande namn av Robert Reid Mill. Oldenlandia erecta ingår i släktet Oldenlandia och familjen måreväxter. Inga underarter finns listade i Catalogue of Life.